# Lin Zongsu
Dans ce nom chinois, le nom de famille, Lin, précède le nom personnel Zongsu.
Pour les articles homonymes, voir Lin.
Lin Zongsu (chinois : 林宗素 ; 1878–1944) est une suffragiste et écrivaine chinoise. Elle fonde la première organisation pour le droit de vote des femmes en Chine et est l'une des militantes féministes politiques les plus connues de Chine pendant la période Qing et du début de la période républicaine. Elle devient également l’une des premières femmes journalistes et rédactrices de journaux en Chine. En tant que journaliste, elle publie de nombreux articles sur les droits des femmes et dirige plusieurs organisations de femmes jusqu'à la suppression de la démocratie en 1913. Plus tard, elle enseigne à Singapour et y dirige une entreprise de navigation qui lui permet de financer les journaux de son frère en Chine. Après une décennie en Asie du Sud-Est, elle et son mari retournent en Chine et vivent dans la partie sud du pays où se trouvent leurs activités commerciales.

## Biographie
Lin Zongsu est née en 1878 à Minhou, province du Fujian, en Chine, de Lin Jianquan (chinois : 林剑泉), écrivain, et Huang Fu (chinois : 黄夫), érudite et compositrice de paroles. C'est une enfant pleine de fougue, ses parents choisissent de ne pas lui bander les pieds et sa mère lui donne des cours particuliers à domicile. Lorsque sa mère décède, Lin est encore assez jeune et vit avec un oncle, fréquentant une école occidentale. Vers 1898, elle s'installe à Hangzhou, où elle rejoint son frère aîné, Lin Baiyong (zh), qui est journaliste là-bas. Elle fait la connaissance des groupes révolutionnaires anti-Qing naissants et rencontre Qiu Jin, qui deviendra plus tard une martyre de la révolution. En 1902, elle commence ses études à l'école patriotique des filles (chinois : 爱国女校学) de Shanghai. L'école s'écarte radicalement des écoles chinoises traditionnelles, mélangeant l'étude de la chimie et de la physique avec l'histoire de la Révolution française et du mouvement nihiliste russe, tout en prônant l'engagement politique des femmes. Elle suit bientôt d'autres étudiants chinois au Japon en 1903.
Comme d’autres étudiants chinois de cette période, Lin, qui est accompagnée de son frère, souhaite pouvoir apprendre en dehors du système chinois dominé par le gouvernement et acquérir une sensibilité moderne. Elle manifeste contre la guerre russo-japonaise et rejoint la Croix-Rouge japonaise pour acquérir des compétences médicales et pouvoir aider les soldats blessés. Elle fonde également la première association d'étudiantes avec d'autres étudiantes chinoises, appelée la Mutual Love Society (chinois : 共爱会), qui défend les droits des femmes et leur droit à l'éducation. L'organisation publie ses points de vue dans la revue Jiangsu, et Lin commence à écrire des essais sur l'égalité. En 1903, elle publie dans le Jiangsu une préface à Un Tocsin pour les femmes (chinois : 女界鐘) écrit par Jin Tianhe (en), qui exhorte les femmes à se libérer elles-mêmes et à libérer leur nation.
Après un an au Japon, elle retourne à Shanghai et commence à travailler au journal de son frère, Chinese Vernacular News (chinois : 中国白话报), devenant l'une des premières femmes journalistes en Chine. Elle est également devenue rédactrice adjointe du Daily Alarm (zh) (chinois : 警钟日报),. Ces deux journaux fournissent des analyses et des commentaires sur la démocratie et Lin écrit de nombreux articles prônant la révolution, avant que les deux ne soient contraints de fermer par le gouvernement en 1905. Elle décide de retourner au Japon pour étudier à l'école normale supérieure de Tokyo (東京師範学校). Cet automne-là, lorsque Huang Xing crée une usine de munitions à Yokohama, elle et d'autres étudiants chinois commencent à participer à des activités anarchistes et deviennent connus sous le nom de « héroïnes Sophia », en référence aux activités de Sofia Perovskaïa,,. En décembre 1905, elle rejoint le Tongmenghui de Sun Yat-sen pour poursuivre son activisme et participe à plusieurs de leurs activités antigouvernementales. Puis, en 1906, un décret limitant l'activité politique des étudiants chinois est adopté par le ministère japonais de l'Éducation. Elle termine ses études à l'école normale et épouse un ami de son frère, Tong Fu (chinois : 同赴) de Shanghai.

## Carrière
La dynastie Qing tombe en octobre 1911 avec le succès du soulèvement de Wuchang et Lin retourne en Chine. Elle rejoint le Parti socialiste chinois (zh), lorsqu'il est organisé par Jiang Kanghu. Le 12 novembre 1911, Lin fonde la première organisation en Chine luttant pour le droit de vote des femmes, l'Alliance des camarades pour le suffrage des femmes (chinois : 女子参政同志会) à Shanghai. L'organisation est créée en tant que branche du parti socialiste afin que les femmes puissent rechercher un changement politique. Elle crée également un journal, appelé le Women's Times (chinois : 女子倍) pour publier des informations sur le suffrage et l'organisation.
Lin rencontre Sun Yat-sen à Nanjing en 1912 et obtient sa promesse que les femmes obtiendraient le droit de vote lorsque l'Assemblée nationale serait établie. Elle publie sa déclaration dans le Shenzhou Daily et le Women's Times, obtenant à la fois l'approbation et la désapprobation. Sun Yat-Sen, bien qu'il ait donné la permission à Lin de publier, se distancie de la controverse en déclarant que le droit de vote est une question qui devait être décidée par la majorité. Lin publie un autre article dans le Heavenly Bell News (Tianduo Bao) réfutant son licenciement et sa version de leur discussion. Après avoir mis l'idée du vote des femmes sur la scène publique, plusieurs autres organisations de femmes se forment pour faire pression en faveur des droits pendant que les débats sur la Constitution provisoire de la République de Chine sont en cours et soumettent une proposition formelle pour l'égalité. Lorsque la Constitution est promulguée le 11 mars, elle ne contient aucune disposition relative au vote des femmes. Les femmes continuent à faire pression sur le Sénat provisoire et envoient cinq pétitions demandant que leurs droits soient légalisés, mais l'Assemblée nationale considère leurs actions comme menaçantes et refuse de les entendre.

## Dernières années
En 1913, Lin et Tong divorcent et Lin quitte l'arène politique et s'installe à Nankin. La démocratie est réprimée sous le régime de Yuan Shikai et lorsque Lin est invitée à se rendre en Asie du Sud-Est, elle accepte. À l’invitation de la Chambre de commerce de Singapour, Lin déménage et devient enseignante. Elle épouse un marchand de Hangzhou et ils dirigent une entreprise de navigation prospère, devenant assez aisés. Lin utilise ses bénéfices pour aider son frère à financer son journal. En mars 1922, le couple retourne à Pékin, mais en raison des intérêts commerciaux de son mari, ils déménagent bientôt à Kaifeng, dans la province du Henan. En 1925, l'enfant unique du couple décède et, accablée de chagrin, Lin rejoint son frère à Pékin. Après son assassinat l'année suivante, elle retourne dans le sud. Lorsque la deuxième guerre sino-japonaise éclate, la famille déménage à Kunming, dans la province du Yunnan, où elle décède en 1944.

### Citations
1. ↑  Ma 2010, p. 56.
2. 1 2 3 4 5 6 7 8 9 10  Fujian History Committee 2006.
3. 1 2 3  Lee et Stefanowska 2003, p. 347.
4. 1 2 3 4 5 6 7 8 9  曾小 (Zeng) 2006.
5. ↑  Edwards 2008, p. 70–71.
6. ↑  Ma 2010, p. 61.
7. 1 2 3  Edwards 2008, p. 71.
8. 1 2 3 4  Lee et Stefanowska 2003, p. 348.
9. ↑  Ma 2010, p. 74.
10. 1 2  Ma 2010, p. 108–109.
11. 1 2 3 4  Lee et Stefanowska 2003, p. 349.
12. 1 2  Ma 2010, p. 108.
13. 1 2  Ma 2010, p. 111.
14. ↑  Ma 2010, p. 116.

### Sources
- (en) Gender, Politics, and Democracy: Women’s Suffrage in China, Stanford University Press, 2008 (ISBN 978-0-8047-6839-9, lire en ligne)
- (en) Lily Xiao Hong Lee, A. D. Stefanowska, Sue Wiles et Clara Wing-chung Ho, Biographical Dictionary of Chinese Women, M.E. Sharpe, 1998 (ISBN 978-0-7656-0798-0, lire en ligne)
- (en) Yuxin Ma, Women Journalists and Feminism in China, 1898-1937, Cambria Press, 2010 (ISBN 978-1-60497-660-1, lire en ligne)
- (zh) Zheng et Rong, « 福州晚报 » [archive du 26 octobre 2016], sur www.66163.com (consulté le 22 décembre 2024)
- (zh) Fujian History Committee, « 林宗素 »,‎ 2006